# FDJ-Pokal der Jugend 1987/88
Der FDJ-Pokal der Jugend 1987/88 war die 37. Auflage des höchsten Fußball-Pokalwettbewerbs der Altersklasse 15/16 auf dem Gebiet der DDR, der vom DFV durchgeführt wurde. Er begann am 30. August 1987 mit der Ausscheidungsrunde und endete am 29. Mai 1988 mit dem Sieg vom FC Vorwärts Frankfurt/O. (Pokalsieger 1957 und 1985), der im Finale gegen den FC Carl Zeiss Jena gewann.

## Teilnehmende Mannschaften
Am FDJ-Pokal der Jugend für die Altersklasse (AK) 15/16 nahmen die Pokalsieger aus der Saison 1986/87 der 15 Bezirke auf dem Gebiet der DDR und die 29 Mannschaften der Jugendliga aus der Vorsaison 1986/87 teil. Spielberechtigt waren Spieler bis zum 16. Lebensjahr (Stichtag: 1. Juni 1971).
Für den FDJ-Pokal qualifizierten sich neben den Mannschaften der Jugendliga, folgende fünfzehn Bezirkspokalsieger bzw. dessen Vertreter:
| Jugendliga | Jugendliga | Bezirkspokalvertreter | Bezirkspokalvertreter |
| --- | --- | --- | --- |
| Staffel A – 1986/87 - 1. FC Magdeburg - FC Vorwärts Frankfurt/O. - F.C. Hansa Rostock - Berliner FC Dynamo - 1. FC Union Berlin - BSG Stahl Brandenburg - BSG Stahl Eisenhüttenstadt - BSG Post Neubrandenburg - BSG Aktivist Brieske-Senftenberg - BSG Energie Cottbus - SG Dynamo Rostock-Mitte - ISG Schwerin - BSG Lokomotive Stendal - TSG Wismar | Staffel B – 1986/87 - FC Carl Zeiss Jena - SG Dynamo Dresden - Hallescher FC Chemie (TV) - 1. FC Lokomotive Leipzig - FC Rot-Weiß Erfurt - FC Karl-Marx-Stadt - BSG Chemie Wolfen - BSG Chemie Leipzig - BSG Sachsenring Zwickau - BSG Wismut Aue - BSG Motor Nordhausen - BSG Motor Suhl - BSG Wismut Gera - BSG Stahl Riesa - BSG Motor Weimar (TV) – Titelverteidiger | - Bezirk Rostock F.C. Hansa Rostock II - Bezirk Schwerin BSG CM Veritas Wittenberge - Bezirk Neubrandenburg BSG Traktor Friedland - Bezirk Potsdam BSG Motor Babelsberg - Ost-Berlin 1. FC Union Berlin II - Bezirk Frankfurt (Oder) BSG Chemie PCK Schwedt - Bezirk Magdeburg 1. FC Magdeburg II - Bezirk Halle BSG Einheit Bernburg | - Bezirk Leipzig BSG Motor Grimma - Bezirk Cottbus BSG Energie Cottbus II - Bezirk Dresden SG Dynamo Dresden II - Bezirk Karl-Marx-Stadt BSG Aufbau Großrückerswalde - Bezirk Erfurt BSG Motor Nordhausen II - Bezirk Gera FC Carl Zeiss Jena II - Bezirk Suhl BSG Stahl Bad Salzungen |

## Modus
Der Pokalwettbewerb wurde von der Ausscheidungsrunde bis zum Finale im K.-o.-System durchgeführt und bis zur Hauptrunde nach möglichst territorialen Gesichtspunkten ausgelost. In den ersten zwei Runden hatten die unterklassigen Mannschaften Heimvorteil. Das Finale wurde auf neutralem Platz ausgetragen.

## Ausscheidungsrunde
| Datum                |                             | Ergebnis |                         |
| -------------------- | --------------------------- | -------- | ----------------------- |
| So 30.08., 11:00 Uhr | BSG Einheit Bernburg        | 0:5      | BSG Motor Nordhausen    |
| So 30.08., 11:00 Uhr | SG Dynamo Dresden II        | 0:4      | BSG Wismut Aue          |
| So 30.08., 11:00 Uhr | 1. FC Union Berlin II       | :        | BSG Energie Cottbus     |
| So 30.08., 11:00 Uhr | BSG Traktor Friedland       | 0:3      | ISG Schwerin            |
| So 30.08., 11:00 Uhr | BSG CM Veritas Wittenberge  | 0:6      | TSG Wismar              |
| So 30.08., 11:00 Uhr | BSG Motor Babelsberg        | 2:3      | BSG Lokomotive Stendal  |
| So 30.08., 11:00 Uhr | F.C. Hansa Rostock II       | 1:4      | SG Dynamo Rostock-Mitte |
| So 30.08., 11:00 Uhr | BSG Motor Grimma            | 1:2      | BSG Sachsenring Zwickau |
| So 30.08., 11:00 Uhr | FC Carl Zeiss Jena II       | 3:0      | BSG Motor Suhl          |
| So 30.08., 11:00 Uhr | BSG Aufbau Großrückerswalde | 0:5      | BSG Wismut Gera         |
| So 30.08., 11:00 Uhr | BSG Stahl Bad Salzungen     | 5:0      | BSG Motor Weimar        |
| So 30.08., 11:00 Uhr | BSG Energie Cottbus II      | 1:4      | BSG Stahl Riesa         |

## Hauptrunde
| Datum                |                                  | Ergebnis              |                            |
| -------------------- | -------------------------------- | --------------------- | -------------------------- |
| So 04.10., 11:00 Uhr | BSG Chemie PCK Schwedt           | 0:3                   | Berliner FC Dynamo         |
| So 04.10., 11:00 Uhr | 1. FC Magdeburg II               | 2:1 n. V.             | Hallescher FC Chemie       |
| So 04.10., 11:00 Uhr | BSG Motor Nordhausen II          | 0:6                   | 1. FC Magdeburg            |
| So 04.10., 11:00 Uhr | FC Carl Zeiss Jena II            | 2:0                   | BSG Chemie Leipzig         |
| So 04.10., 11:00 Uhr | BSG Stahl Bad Salzungen          | 1:1 n. V. (5:3 i. E.) | BSG Motor Nordhausen       |
| So 04.10., 11:00 Uhr | BSG Wismut Aue                   | 1:2 n. V.             | 1. FC Lokomotive Leipzig   |
| So 04.10., 11:00 Uhr | ISG Schwerin                     | 2:1                   | 1. FC Union Berlin         |
| So 04.10., 11:00 Uhr | TSG Wismar                       | 1:3                   | F.C. Hansa Rostock         |
| So 04.10., 11:00 Uhr | BSG Lokomotive Stendal           | 4:2                   | BSG Stahl Brandenburg      |
| So 04.10., 11:00 Uhr | SG Dynamo Rostock-Mitte          | 0:4                   | BSG Post Neubrandenburg    |
| So 04.10., 11:00 Uhr | BSG Sachsenring Zwickau          | 1:7                   | SG Dynamo Dresden          |
| So 04.10., 11:00 Uhr | BSG Wismut Gera                  | 1:0                   | FC Rot-Weiß Erfurt         |
| So 04.10., 11:00 Uhr | BSG Stahl Riesa                  | 1:4                   | FC Karl-Marx-Stadt         |
| So 04.10., 11:00 Uhr | BSG Chemie Wolfen                | 0:1                   | FC Carl Zeiss Jena         |
| So 04.10., 11:00 Uhr | BSG Aktivist Brieske-Senftenberg | 1:0                   | BSG Stahl Eisenhüttenstadt |
| So 04.10., 11:00 Uhr | BSG Energie Cottbus              | 1:2                   | FC Vorwärts Frankfurt/O.   |

## Achtelfinale
| Datum                |                                  | Ergebnis |                          |
| -------------------- | -------------------------------- | -------- | ------------------------ |
| So 08.11., 11:00 Uhr | ISG Schwerin                     | 1:2      | 1. FC Magdeburg          |
| So 08.11., 11:00 Uhr | BSG Aktivist Brieske-Senftenberg | 2:4      | 1. FC Lokomotive Leipzig |
| So 08.11., 11:00 Uhr | Berliner FC Dynamo               | 3:2      | BSG Post Neubrandenburg  |
| So 08.11., 11:00 Uhr | FC Carl Zeiss Jena II            | 2:1      | BSG Wismut Gera          |
| So 08.11., 11:00 Uhr | BSG Lokomotive Stendal           | 0:6      | F.C. Hansa Rostock       |
| So 08.11., 11:00 Uhr | FC Karl-Marx-Stadt               | 1:4      | SG Dynamo Dresden        |
| So 08.11., 11:00 Uhr | 1. FC Magdeburg II               | 4:9      | FC Vorwärts Frankfurt/O. |
| So 08.11., 11:00 Uhr | BSG Stahl Bad Salzungen          | 1:7      | FC Carl Zeiss Jena       |

## Viertelfinale
| Datum                |                          | Ergebnis  |                          |
| -------------------- | ------------------------ | --------- | ------------------------ |
| Fr 01.04., 11:00 Uhr | FC Vorwärts Frankfurt/O. | 3:1       | FC Carl Zeiss Jena II    |
| Mi 23.03., 13:30 Uhr | Berliner FC Dynamo       | 4:1       | 1. FC Lokomotive Leipzig |
| Fr 01.04., 11:00 Uhr | SG Dynamo Dresden        | 1:2 n. V. | 1. FC Magdeburg          |
| Fr 01.04., 11:00 Uhr | FC Carl Zeiss Jena       | 4:1       | F.C. Hansa Rostock       |

## Halbfinale
| Datum                |                          | Ergebnis              |                    |
| -------------------- | ------------------------ | --------------------- | ------------------ |
| So 01.05., 14:00 Uhr | FC Vorwärts Frankfurt/O. | 2:2 n. V. (4:1 i. E.) | 1. FC Magdeburg    |
| So 01.05., 14:00 Uhr | FC Carl Zeiss Jena       | 0:0 n. V. (7:6 i. E.) | Berliner FC Dynamo |

## Finale
| Paarung                  | FC Vorwärts Frankfurt/O. – FC Carl Zeiss Jena |
| Ergebnis                 | 3:2 n. V. (2:2, 0:1) |
| Datum                    | Sonntag, 29. Mai 1988 um 14:30 Uhr |
| Stadion                  | Chemie-Sportplatz, Torgau |
| Zuschauer                | 200 |
| Schiedsrichter           | Peter Kiefer (Merseburg) |
| Tore                     | 0:1 Leimbach (34.) 0:2 Winter (55.) 1:2 Merkel (64., Foulstrafstoß) 2:2 Kubowicz (75.) 3:2 Merkel (94.) |
| FC Vorwärts Frankfurt/O. | Danilo Rieger – Liersch – Fehrenbach (66. Reppig), Carsten Moritz (69. Ben Kubowicz), Klaue – Matthias Kämpfert (56. Jungnickel), Merkel, Marcus Piehl – Enrico Lakomski, René Weiner, Danny Prochowski (99. Brosin) Cheftrainer: Jürgen Aleksander / Michael Kossow          |
| FC Carl Zeiss Jena       | Eric Dreßler – Christian Preuße – Jens Petzold (77. Perry Schröder), Jörg Freybott, Uwe Bartholme – Krämer (98. Ronald Maul), Marco Kämpfe, Karsten Kriska, Jens Poppowitsch – Steffen Winter (63. Henry Günther), Uwe Leimbach Cheftrainer: Dieter Scheitler / Hartmut Witte |